# 麒麟町ぼうえいぐみ
『麒麟町ぼうえいぐみ』（きりんちょうぼうえいぐみ）は、ゆうのの漫画作品。『マジキュー』（エンターブレイン）連載。単行本は全2巻（上・下）。
四神をモチーフにした美少女戦隊漫画。

## あらすじ
時は近未来…
全国で女子小学生連続誘拐事件が頻繁に発生していた。
日に日に増加していく誘拐事件に、「女の子たちが自らの身を自らの手で守れるような対策」が早急に採用された。その実現のために開発されたのが「女子小学生専用強化服」。コスト面から大量生産は断念されたが、全国の小学校に四着ずつ支給された。
強化服を身にまとい各学地域を守る勇敢な少女たち…人々は彼女たちを「ぼうえいぐみ」と呼ぶ。

## 登場人物

### 麒麟町ぼうえいぐみ
東龍美（あずま たつみ）
身長：126センチ　体重：22キロ
ぼうえいぐみ東地区隊員。真面目でやさしい小学三年生。モチーフは青龍。
「町の皆を守るため」にぼうえいぐみに入る。常に努力を惜しまず、放課後はいつもぼうえいぐみ本部のトレーニングルームで鍛えている。趣味はファンシーなぬいぐるみを集める事。実は古の黄龍の時代、人造的に作られながら力を持たなかった龍の巫女の末裔で、その体の中には、長い時を隔てて成長した聖なる龍の力が秘められている。
東龍美の戦闘能力1（女子小学生専用強化服装着時）
- BP 580
- 使用武器：青龍の剣
- 必殺技：全力一閃
- 攻撃力：180、防御力：110、スピード：80、術：0、体力：210

剣を得意とする戦士型。攻撃力はぼうえいぐみで一番。「全力一閃（ぜんりょくいっせん）」はその名の通り、全力を込めて相手を斬る技。
東龍美の戦闘能力2（新型強化服装着時）
- BP 810
- 使用武器：ジェットブリンガー
- 必殺技：一閃突破
- 攻撃力：250、防御力：160、スピード：140、術：0、体力：260

武美との特訓も兼ねてパワーアップしている。新武装の大剣「ジェットブリンガー」は、柄尻に小型のジェット噴射口が搭載されており、ごく短時間だが空中を飛行することが可能。「一閃突破（いっせんとっぱ）」は、ジェットブリンガーの飛行能力を全開にして相手に突撃する技。本編では飛び蹴りを交互に織り交ぜた応用技も使用している。
東龍美の戦闘能力3（鈴との融合時）
- BP 1660
- 使用武器：ジェットブリンガー
- 必殺技：龍牙一閃
- 攻撃力：450、防御力：200、スピード：250、術：500、体力：260

鈴が「同化の秘術」を用いて、龍美と融合した。その結果、龍美の体をベースに、髪の毛と瞳の色が鈴のそれと変化し、ステータスも大幅に上昇している。非常に強力な破邪の力を秘めている。「龍牙一閃（りゅうがいっせん）」は、剣先で練り上げた龍の力を一気に撃ち出す。技の威力は剣に乗せた術力に比例する（素の攻撃力（450）＋300＋使用術力×2）。

西城ことら（さいじょう ことら）
身長：125センチ　体重：20キロ
ぼうえいぐみ西地区隊員。とにかく元気な小学三年生。モチーフは白虎。
「ヒーローになりたかったから」ぼうえいぐみに入る。特撮ヒーロー物が大好きで、小さい頃からよくヒーローごっこで遊んでいた（現在もしている）。関西弁は父親譲りで、特撮好きは兄と同じ。裏表のない性格で、正直者。ぼうえいぐみのトラブルメーカー的な存在。
西城ことらの戦闘能力1（女子小学生専用強化服装着時）
- BP 425
- 使用武器：ダブルクロー　
- 必殺技：白虎雷神撃
- 攻撃力：105、防御力：40、スピード：200、術：0、体力：80

強化服に徹底した軽量化が施されているため、ぼうえいぐみの中では最も素早いが、替わりに攻撃力と防御力が落ちている。「白虎雷神撃（びゃっこらいじんげき）」は、回転上昇しながら相手を連続で斬りつける技。
西城ことらの戦闘能力2（新型強化服装着時）
- BP 685
- 使用武器：ダブルクロー・改　
- 必殺技：白虎疾風撃
- 攻撃力：170、防御力：105、スピード：290、術：0、体力：120

武美との特訓も兼ねてパワーアップしている。新武装の「クリムゾンマフラー」には、体の周囲にバリアフィールドを発生させる機能がある。これによって加速行動時の空気抵抗が軽減され、さらにスピードアップする事が出来る。「白虎疾風撃（びゃっこしっぷうげき）」は、相手の周囲を全速全開で飛び交い、隙を突いて死角から目にもとまらぬ一撃を叩き込む技。

南すざく（みなみ すざく）
身長：123センチ　体重：19キロ
ぼうえいぐみ南地区隊員。いつも眠そうな小学三年生。モチーフは朱雀。
「面白そう」だからぼうえいぐみに入る。面倒見の良い性格で、友達関係のトラブルをさり気無く直すのが得意。ぼんやりした雰囲気の割りに頭の回転は早く、戦闘時に機転を利かせた作戦を立案、実行する事も。趣味は昼寝と散歩。
南すざくの戦闘能力1（女子小学生専用強化服装着時）
- BP 435
- 使用武器：朱雀砲
- 必殺技：チャージショット
- 攻撃力：145、防御力：90、スピード：110、術：0、体力：90

援護を得意とする射撃型。空も飛べるが、武器の朱雀砲と飛行に費やすエネルギーに限界があり、長期戦は苦手。「チャージショット」はエネルギーを溜めて大きなビームを放つ。
南すざくの戦闘能力2（新型強化服装着時）
- BP 680
- 使用武器：朱雀砲・改
- 必殺技：V2チャージショット
- 攻撃力：215、防御力：120、スピード：210、術：0、体力：135

武美との特訓も兼ねてパワーアップしている。新型強化服により全体的なエネルギー効率が大幅に向上しているため、前よりも飛行や弾に費やすエネルギーの幅が広がっている。新武装の「朱雀砲・改」には、特殊弾を撃つ機能が追加されており、「火炎弾」、「冷凍弾」、「閃光弾」、「セメント弾」、「硫酸弾」、「爆裂弾」、「鉄甲弾」などが使える。

北守武美（きたもり たけみ）
身長：123センチ　体重：21キロ
ぼうえいぐみ北地区隊員。プロの風格を漂わせる小学三年生。モチーフは玄武。
連続誘拐事件の犯人を早く突き止めるためにぼうえいぐみに入る。ロシアから央花と一緒にきりん小学校の龍美たちのクラスに転入してきた。小さい頃から本格的な戦闘訓練を母親の静から受けてきており、8歳児とは思えない実力を持っている。趣味は風呂と他人をしごく事。実はニンジンが苦手（父親譲りらしい）。央花の事を大事にしており、龍美から彼女が死んだと知らされた時（実際は生きていたが）、酷く取り乱したほど。
北守武美の戦闘能力（女子小学生専用強化服装着時）
- BP 1460
- 使用武器：ダブルシールド
- 必殺技：神武降陣
- 攻撃力：180、防御力：550、スピード：160、術：400、体力：170

シールドの他に、格闘技や術を使う（剣も得意）。北守流陰陽波動術奥義「神武降陣（シンブコウジン）」は、右頬に梵字を描き（劇中では自身の血で描いた）、自分自身を触媒と化す。それにより一定時間、触媒や詠唱無しでの術の発動が可能になる（その間は瞳の形も変化する）。
北守武美の特技
念動力
物を動かす事が出来る。主にシールドを飛ばす時に使うが、生き物の動きを操る事は出来ない。
北守流格闘術
北守家相伝の、カウンターを狙うのが基本の防御重視の体術。退魔の秘拳「破邪玄冥掌（ハジャゲンメイショウ）」は、破邪の力を相手に叩き込む技。
北守流陰陽波動術
北守家相伝の、梵字を描いた物（主に札）を触媒に、精神力で生み出す波動を物理的に放出する事が出来る術。様々な応用が効くが、精神力を大きく消費し、少しながら詠唱する必要もある。傷の応急処置も可能らしい。
壁（ヘキ）
触媒（札）を使って自身の前に障壁（バリヤー）を作る。これによりシールドが無くても、ある程度攻撃を防げるらしい。
転（テン）
障壁で受け止めた攻撃を反射する。
刃（ジン）
触媒（札）を使って波動の剣を作り出す。硬さは青龍の剣と同じくらい。
界（カイ）
シールド一枚を使って、中にいる者を外部の攻撃から守る結界を張る。出る事は出来るらしい。
弾（ダン）
触媒（札）を使って波動弾を放つ。

### 黄龍
ミキ（美黄）
身長：126センチ　体重：22キロ
黄龍の巫女で、黄龍親衛隊を従える。モチーフは黄龍。
麒麟の巫女を探し出し、絶対の力を手に入れるために全国の女子小学生を誘拐していた。攫った女子小学生は洗脳し、力を与えて手駒にしていた。
鈴と融合した龍美に追い詰められた直後、黄龍の力が暴走してしまった。しかし、龍美の説得と、龍美の中の龍と共に鈴が同化した事により、黄龍の力が浄化される。事件後、鈴と融合した状態で、北守親子と共に仲良く暮らしている。
ミキの戦闘能力（「黄龍の巫女」時）
- BP 1540
- 使用武器：龍牙（刀）
- 必殺技：黄龍翔斬波
- 攻撃力：310、防御力：250、スピード：230、術：600、体力：150

「黄龍翔斬波（おうりゅうしょうざんば）」は、刀を右下から左上にかけて逆袈裟懸けに斬り上げる必殺剣。技の威力は刀に乗せた術力に比例する（素の攻撃力（310）＋200＋使用術力×2）。
ミキの特技
黄龍一刀流
黄龍の一族相伝の剣術。受け流しを型の中心においた剣術で、その完成度の高さから、破るのはとても困難だとされる。

アカハ（南原紅羽〈なんばら あかは〉）
身長：126センチ　体重：19キロ
黄龍親衛隊の一人。モチーフは朱雀。
スピードタイプ。ミシロと共に行動していた。
鈴を攫うため、ミシロと共に武美に戦いを挑んだ。しかし、神武降陣を繰り出した武美の破邪玄冥掌攻撃により敗北、宝珠を破壊され体の中の黄龍の力を祓われ失神する。病院で目覚めた後は、親衛隊であった頃の記憶は完全に消えていた。
女子小学生連続誘拐事件1人目の被害者に認定されていた。
アカハの戦闘能力（「黄龍親衛隊」時）
- BP 720
- 使用武器：龍角（短剣×2）
- 必殺技：秘術・疾風
- 攻撃力：120、防御力：110、スピード：270、術：150、体力：70

「秘術・疾風（はやて）」は、体力の消耗が激しくなる換わりに、自身のスピードを約2倍（270→540）まで高める事が出来る。

ミシロ（西里深白（にしざと みしろ））
身長：124センチ　体重：20キロ
黄龍親衛隊の一人。モチーフは白虎。
斧による破壊が得意なパワータイプ。アカハと共に行動していた。
鈴を攫うため、アカハと共に武美に戦いを挑んだ。しかし、神武降陣を繰り出した武美の攻撃により敗北、宝珠を破壊され失神する。アカハと違い完全に浄化されていなかった為、病院で目覚めた直後に逃亡を図ろうとする。しかし、静に捕まり浄化される。
女子小学生連続誘拐事件2人目の被害者に認定されていた。
ミシロの戦闘能力（「黄龍親衛隊」時）
- BP 670
- 使用武器：龍尾（戦斧）
- 必殺技：秘術・剛力
- 攻撃力：370、防御力：20、スピード：50、術：100、体力：130

「秘術・剛力（ごうりき）」は、体力の消耗が激しくなる換わりに、自身の攻撃力を約3倍（370→1110）まで高める事が出来る。それにより大地をも割る一撃を放てる。

アオイ（東堂葵〈とうどう あおい〉）
身長：127センチ　体重：21キロ
黄龍親衛隊の一人。モチーフは青龍。
剣術が得意なバランスタイプ。クロミと共に行動していた。
アカハとミシロを倒した直後の武美を後ろから切り伏せ、止めを刺そうとする。しかし、ともみ達の妨害にあい、鈴の誘拐を優先して退却する。決戦ではことら達を圧倒するが、龍美に追い詰められて逆上したミキに力を回収され、元に戻りながら気絶した。
アオイの戦闘能力（「黄龍親衛隊」時）
- BP 780
- 使用武器：龍爪（大剣）
- 必殺技：秘術・龍眼
- 攻撃力：220、防御力：130、スピード：130、術：200、体力：100

「秘術・龍眼（りゅうがん）」は、術力の消費が激しくなる換わりに、自身の反応速度を高める。発動中は自分の約2.5倍のスピード（130→325）までなら相手の動きを補足出来るようになる。

クロミ（北川黒美〈きたがわ くろみ〉）
身長：125センチ　体重：19キロ
黄龍親衛隊の一人。モチーフは玄武。
波動術に特化したサポートタイプ。アオイと共に行動していた。
鈴を気絶させ確保し、ともみ達に邪魔されて怒るアオイを諌めた。アオイ共々ミキに力を回収される。
クロミの戦闘能力（「黄龍親衛隊」時）
- BP 725
- 使用武器：龍髭（杖）
- 必殺技：秘術・双龍
- 攻撃力：40、防御力：130、スピード：105、術：400、体力：50

「龍髭（りゅうし）」には術の詠唱プログラムを2つまで登録が出来、登録した術は詠唱無しで使用することが出来る（ただし詠唱して使用する場合に比べて威力等は落ちる）。「秘術・双龍（そうりゅう）」は、術力の消費が激しくなるが、発動中は一度に二つの術を使用出来るようになる（攻防同時に行う事も可能）。
クロミの特技（「黄龍親衛隊」時）
黄龍流陰陽波動術
その名の通り、黄龍に伝わる波動術。杖を媒介として使用する（呪札を使用した物に比べると強度が落ちる）。下記の他にも、気絶させる術や転移などがある（癒しも使えるらしい）。
弾（ダン）
杖から波動弾を放つ。
閃（セン）
杖から波動砲を放つ。本編ではネコ・パーフェクトを弾き飛ばした。
壁（ヘキ）」
障壁を張る。本編で詠唱が確認されたのはこれだけ。

### その他の人物
一部の登場人物は作者の同人作品「らいだーたんシリーズ」からの客演・流用。
央花鈴（おうか りん）
身長：126センチ　体重：22キロ
高貴な雰囲気を漂わせる小学三年生。モチーフは麒麟。
武美とは幼い頃からの親友。
実は彼女は「麒麟の巫女」の生まれ変わりであり、黄龍に狙われていた。その為、黄龍に連れ去られる前に、自分の中にあった「麒麟の力」を龍美に接吻で移した。
龍美がミキに八つ裂きにされようとした時に、龍美を庇って重傷を負う。しかし、死の寸前に「同化の秘術」で龍美の中に入る事により生き延びる。そしてミキの力が暴走した時、龍美の中にいた龍と共にミキと融合し、ミキを救った。事件後、ミキと融合した状態で彼女と共存している。
橘綾（たちばな あや）
麒麟町ぼうえいぐみの本部長。普段はきりん小学校の保険医。ぼうえいぐみの装備などは、全て彼女の手によるものである。25歳。
草加ともみ（くさか ともみ）
驚異的な科学力を持つ中学二年生。戦闘用ロボット「ネコ・シリーズ」を作ってはぼうえいぐみに送り込み、その戦いをビデオに収めては興奮していた。黄龍親衛隊が現れた後は、ぼうえいぐみに協力する。
実は科学者の間では超有名人で、7歳の時に強化服の圧縮解凍システムを発明し、他にも超AIを搭載したロボット等を発明している。そのため「天才発明少女」と呼ばれている。
裏設定で、レズ＋10歳以上には興味のない真性ロリコンの姉・まさみが存在。幼女に犯罪同然の狼藉をはたらかんと日々、虎視眈々と子どもたちを狙っている。そのためともみは姉の野望の阻止のためにまさみを過激にツッコミ倒す日々を過ごしている。この姉の元ネタは『仮面ライダー555』の草加雅人。
北守静（きたもり しずか）
武美の母。物語の鍵を握っている人物。推定29歳。
橘咲（たちばな さき）
きりん小学校の教員で、綾の妹。龍美のクラスの担任。番外編で遠足のおやつの制限額を五千円にするほどの甘いもの好きだという事が発覚。22歳。『仮面ライダー剣』の橘朔也が元ネタ。
北守武（きたもり たけし）
武美の父で、北守の婿。妻の静が作った封印のお社の護符を毎日付け替えていたが、封印の解かれた黄龍の力の余波に巻き込まれて致命傷を負い、静の腕の中で息を引き取る。最後に静に生まれてくる子の事を託す。
剣崎和美（けんざき かずみ）
番外編に登場。烏丸中学剣道部部長。龍美に剣道を教える。14歳。『仮面ライダー剣』の剣崎一真が元ネタ。
伊吹静恵（いぶき しずえ）
番外編に登場。きりん小学校職員で、忍者。咲の友人でもあり、彼女の軽率な行動を叱る。22歳。『仮面ライダー響鬼』のイブキ（和泉伊織）が元ネタ。

## 登場メカ

### ネコ・シリーズ
ネコ・グレート
ネコ・シリーズ1番手。子猫に擬態できる。「小学校の通学路に子猫を捨てておいて気をとられた小学生を一気に捕獲」作戦（ともみ命名）にて、子猫に擬態して待ち伏せし、ことらが抱き上げた瞬間に真の姿になり、龍美が戦わざるをえない状況を作った。龍美に剣で胴体を貫かれて爆発した。
ネコ・スピード
ネコ・シリーズ2番手。獣人型で、その名の通り素早く動くことができる。独断で龍美を負かして攫ってきたため、ともみに怒られる。しぶしぶ龍美を返しにいくが、ことらに倒される。
ネコ・ウイング
ネコ・シリーズ3番手。獣人型で背中に翼、左腕にガトリングをつけている。空を飛びながらの遠距離攻撃が得意。この時はまだすざくの専用武装が完成していなかったため、ぼうえいぐみを苦戦させる。しかし、龍美から剣を借りたすざくにより胴体を斬られて爆発した。
ネコ・パーフェクト
身長：142センチ　体重：105キロ
ネコ・シリーズの集大成で、「対ぼうえいぐみ最終兵器」。ネコ耳をつけた少女の姿をしており、あだ名は「ねこぱふぇ」。非常に高性能な学習型AIが搭載されており、強い相手と戦えば戦うほど強くなっていく。最初の戦いはぼうえいぐみ四人とする予定だったが、なりゆきから黄龍親衛隊と戦うことになる。
ネコ・パーフェクトの戦闘能力
- 搭載武器：ロケットパンチ×2、レーザー発射口（両手の平＆両目）　
- 必殺技：オーバーロード（リミッター解除）
- 攻撃力：170（オーバーロード時255）、防御力：210（オーバーロード時315）、スピード：180（オーバーロード時270）
- 連続駆動可能時間：約90分（オーバーロード時約3分）

ともみからの「戦闘AI動出力、全リミッター解除」の命令により、大幅な負荷と引き換えに戦闘力を上昇させる「オーバーロード」を使用出来る。肘から先の腕パーツは通常の手に加え、ブレード型腕パーツやガトリング型腕パーツに換装できる。
ブレードモード（右腕：ブレード型腕パーツ）
攻撃力：+50、防御力：-30、スピード：-20、近接：◎
ガトリングモード（右腕：ガトリング型腕パーツ）
攻撃力：+60、防御力：-50、スピード：-40、遠距離：◎

## 用語集
黄龍（おうりゅう）
美黄が率いる組織。配下に黄龍親衛隊が存在する。
黄龍親衛隊（おうりゅうしんえいたい）
美黄が誘拐した少女達を洗脳して力を与えた忠実な部下。常に二人組で行動している。メンバーはアカハ、ミシロ、アオイ、クロミの4人。与えられた力がなくなると洗脳が解ける。洗脳が解けた後は、洗脳されていた間の記憶は一切残らない。
黄龍町（おうりゅうちょう）
始めに連続誘拐事件が発生した町。本編のプロローグでアカハとミシロが、ミキらしき人物に誘拐されている。
黄龍の間（おうりゅうのま）
時空の狭間にある黄龍の本拠地。誘拐された女子小学生たちが巨大なビーカーの中に溶液付けで入れられている。この空間内では黄龍親衛隊の能力は何倍にも研ぎ澄まされる。
黄龍の巫女（おうりゅうのみこ）
ミキの事。黄龍の力を使いこなすのに生まれてから約10年かかったらしい。
北守の一族（きたもりのいちぞく）
地脈の力を借りた術を得意とする一族。女系であるらしい。子供を生むと共に、その「戦うための力」の大半は子へと受け継がれる。その結果、波動術も魔法陣無しでは使えなくなる。
きりん小学校
龍美たちが通う小学校。
麒麟町（きりんちょう）
龍美たちの住む町で、物語の舞台。
麒麟の巫女（きりんのみこ）
央花鈴の事。「同化の秘術」を使える。
麒麟町ぼうえいぐみ
連続誘拐事件対策に結成された麒麟町を防衛する小学生。選ばれたメンバーは東龍美、西城ことら、南すざく、北守武美の4人で、それぞれが麒麟町をきりん小学校を中心に東区、西区、南区、北区を防衛する役目を担っている。
女子小学生専用強化服（じょししょうがくせいせんようきょうかふく）
ぼうえいぐみが宝珠で装着する戦闘服。個人専用とは限らず、身体情報がほぼ一致している者も装着できる（例として龍美とミキ）。なお、各校へ配布された素材以外での追加パーツ等での強化改造は違法である。
女子小学生連続誘拐事件（じょししょうがくせいれんぞくゆうかいじけん）
全国で発生した事件。黄龍町での事件を皮切りに、その発生数は日に日に増加していた。実は、美黄が麒麟の巫女の生まれ変わりを探し出すために、その可能性のある者を攫っていた。事件後は犯人とその目的を世間が知る事はなかった。
新型強化服（しんがたきょうかふく）
ともみが作った女子小学生専用強化服のパワーアップ版。龍美、ことら、すざくの3人が、黄龍との最終決戦に向けて装着した。
同化の秘術（どうかのひじゅつ）
かつてこの秘術を編み出した先代の麒麟の巫女は、これを使って黄龍の巫女を自らの体に封印したとされる。また自らの体を他人の中に同化させる事も可能。
封印のお社（ふういんのおやしろ）
代々北守の一族が黄龍の力を封印してきた場所。地震の影響で地脈に乱れが生じたため封印が解かれる。その結果、黄龍の巫女と麒麟の巫女が赤ちゃんとして転生した。
ネコ・シリーズ
ともみがぼうえいぐみに戦わせるために作った戦闘ロボ。倒されると大爆発を起こすのは、ともみがロボットの中に演出用の爆発用火薬を大量に仕込んでいるためらしい。
宝珠（ほうじゅ）
ぼうえいぐみが変身する為に使用するツール。青龍、白虎、朱雀、玄武の4つがあり、資格者に渡される前に調整が行われる。強化服のダメージが一定量を超えると壊れる。修復は可能。ともみが密かにバージョンアップ版（玄武を除く）を作っていた。

## 既刊・関連商品
単行本
上巻 2006年4月26日初版 ISBN 4757727801
下巻 2006年11月25日初版 ISBN 4757731000
フィギュア
ムービックより、ぼうえいぐみの塗装済み完成品フィギュア（4体セット）が発売されている。